# Нормированная ассоциативная алгебра
Нормированная ассоциативная алгебра — ассоциативная алгебра над полем действительных или комплексных чисел, являющаяся нормированным пространством, где норма удовлетворяет условию субмультипликативности:
{\displaystyle \forall x,y:\|x\,y\|\ \leq \|x\|\,\|y\|}.
Более общо, нормированную ассоциативную алгебру можно определить над любым нормированным полем. В старых книгах нормированные ассоциативные алгебры могут называться нормированными кольцами.
Иногда приводится условие, ослабляющее условие субмультипликативности на константу:
{\displaystyle \exists C>0\ \forall x,y:\|x\,y\|\ \leq C\|x\|\,\|y\|}.
Ничего нового оно, по существу, не разрешает, так как если C = 0, то алгебра тривиальна, а если C > 0, то после умножения нормы на C новая (эквивалентная) норма будет субмультипликативна без константы. 

## Частные случаи
Любая банахова алгебра по определению — метрически полная нормированная ассоциативная алгебра.
Алгебра ограниченных линейных операторов в нормированном пространстве (не обязательно банаховом) — также является нормированной ассоциативной алгеброй.

## Свойства
Нормированная ассоциативная алгебра является топологическим кольцом.
Метрическое пополнение нормированной ассоциативной алгебры является банаховой алгеброй.